# Břetislav Enge
Břetislav Enge (ur. 3 marca 1950 w Jabloncu nad Nysą, zm. 14 września 2020) – czechosłowacki, następnie czeski kierowca wyścigowy.

## Kariera
W latach 1976–1977 zajmował czwarte miejsce w klasyfikacji Pucharu Pokoju i Przyjaźni. W 1978 roku rozpoczął rywalizację w ETCC, Ścigał się Škodą 130 RS w barwach zespołu Bohemia Crystal Team, szczególnie ze Zdenkiem Vojtěchem. W roku 1979 zajął siódme miejsce na torze Zeltweg. W 1981 roku wspólnie z Vojtěchem zajął czwarte miejsce w długodystansowym wyścigu 500 km Vallelungi.
W 1982 roku rozpoczął rywalizację BMW 528i. Rok później ścigał się BMW 635 CSi, którym między innymi zajął drugie miejsce w wyścigu 500 km Mugello i trzecie w Tourist Trophy. W sezonie 1986 rywalizował BMW 325i, zaś w 1987 – BMW M3. W 1987 roku wystartował ponadto w dwóch wyścigach cyklu WTCC.
W 1994 roku został mistrzem Europy w wyścigach górskich.
Jest ojcem Tomáša, byłego kierowcy Formuły 1.